# Leah Remini
Leah Marie Remini (Brooklyn, 1970. június 15. –) amerikai színésznő, aktivista.

## Élete
1970. június 15-én született a New York-i Brooklynban, Vicki Marshall és George Remini gyermekeként, akiknek egy azbesztmentesítéssel foglalkozó cégük volt. Édesanyja osztrák zsidó származású, míg édesapja szicíliai olasz felmenőkkel rendelkezik. Remini Bensonhurstben nőtt fel.
Remini római katolikusnak lett megkeresztelve és gyerekkorában a katolikus hitben nevelkedett. Amikor Remini nyolcéves volt, édesanyja belépett a Szcientológiai Egyházba, és Remini ezt követően szcientológusként nevelkedett. Reminit és nővérét, Nicole-t elvitték a Szcientológia Paramilitáris Szervezetéhez,  ahol milliárdos szerződéseket kellett aláírniuk, majd a szállásért és ellátásért kellett dolgozniuk.

## Magánélete
Remini 1996-ban egy kubai étteremben találkozott Angelo Pagán színésszel. Három fia született a korábbi kapcsolataiból. 2003. július 19-én házasodtak össze. Lányuk, Sofia 2004. június 16-án született, egy nappal Remini 34. születésnapja után.

### Szcientológia
Remini kilencéves kora óta volt a Szcientológia Egyház tagja.

### Katolicizmus
2015-ben Remini interjút adott a People-nek, és hosszasan beszélt arról, hogy a szcientológiából való kilépése után visszatér a katolikus egyházba.

### Tanulmánya
2021 májusában Remini felvételt nyert a New York-i Egyetem bölcsészettudományi karára.

## Filmográfia

### Film
| Év   | Magyar cím    | Eredeti cím              | Szerep                     |
| ---- | ------------- | ------------------------ | -------------------------- |
| 1997 |               | Critics and Other Freaks | színésznő a meghallgatáson |
| 1998 |               | Follow Your Heart        | Angie LaRocca              |
| 2003 | Sulihuligánok | Old School               | Lara Campbell              |
| 2017 |               | Mad Families             | Cheyenne                   |
| 2017 |               | The Clapper              | Louise producer            |
| 2017 |               | Handsome                 | Esta                       |
| 2018 | Álommeló      | Second Act               | Joan                       |

## Művei
- Remini, Leah. Troublemaker: Surviving Hollywood and Scientology. Ballantine Könyvkiadó (2015). ISBN 978-1101886960
  - A bajkeverő. Túlélni Hollywoodot és a szcientológiát; közrem. Rebecca Paley, ford. Császár László; Könyvmolyképző, Szeged, 2017 (Arany pöttyös könyvek)